# Хенри Уоткинс
Хенри Джордж Уоткинс (Джино Уоткинс) (на английски: Henry George Watkins) е английски арктически изследовател.

## Произход и младежки години (1907 – 1930)
Роден е на 29 януари 1907 година в Лондон, Англия. Завършва средното си образование в Лансинг колидж, а след това и Университета в Кеймбридж. В университета се запалва по алпинизъм, а след това проявява и голям интерес към полярни изследвания. През лятото на 1927 г. с тази цел посещава Шпицберген.
През 1928 – 1929 г. извършва географски изследвания и топографски картирания във вътрешните неизследвани все още части на п-ов Лабрадор, в т.ч. езерото Снегамуук.

## Експедиционна дейност (1930 – 1932)

### Първа експедиция (1930 – 1931)
През 1930 – 1931 г. възглавява смесена англо-канадска експедиция в състав от 40 души, която трябва да събере необходимата информация за метеорологичните условия в Гренландия, с цел прокарването на въздушно трасе от Европа за Северна Америка. На източното крайбрежие на гигантския остров експедицията работи около Северната полярна окръжност, като основна нейна база е градчето Ангмагсалик.
Един от отрядите на експедицията извършва топографска снимка на участък от крайбрежието на североизток от базата и слага началото на откриването на хребета Уоткинс с връх Гунбьорн, най-високата точка на Гренландия (3700 м). Друг отряд изследва крайната зона на континенталния ледник. На самия ледник, на 67°30′ с. ш. 41°48′ з. д. / 67.5° с. ш. 41.8° з. д., е организирана зимна метеорологична станция, като там е оставен научния работник А. Курто, който провежда в пълна изолация пет месеца.
През лятото на 1931 два отряда пресичат ледения купол на Гренландия в различни направления от Ангмагсалик. Джон Раймил начело на единия отряд преминава през купола на запад до Холстейнборг (67° с.ш.). Друг отряд, ръководен от Мартин Александър Линдзи (1905 – 1981), преминава в югозападно направление до Ивигтут (61° 12' с.ш.). През лятото на същата година Уоткинс, заедно с Курто, с лодка изследват почти цялото югоизточно крайбрежие от 65° 40' до 60° 10' с.ш.

### Втора експедиция (1932)
След завръщането си от Гренландия Уоткинс се опитва да организира експедиция в Антарктида, но поради настъпването на голямата икономическа криза намеренията му се провалят. Вместо това той оглавява малка частна експедиция, в която отново участва и Джон Раймил към източното крайбрежие на Гренландия и устройва своята приморска база малко по на север от предишната, на 67° 15' с.ш. На 20 август, по време на лов на тюлени Уоткинс загива, а ръководството на експедицията се поема от Раймил.

## Памет
Неговото име носят:
- остров Уоткинс (66°22′ ю. ш. 67°05′ з. д. / 66.366667° ю. ш. 67.083333° з. д.), край западните брегове на Антарктическия п-ов;
- планина Уоткинс в Гренландия.

На негово име е учредена субсидия от Университета в Кеймбридж за провеждане на полярни изследвания.

## За него
- Scott, James Maurice. Gino Watkins.   Hodder & Stoughton, 1935. ISBN 0-340-00887-3.
- Ridgway, John. Gino Watkins.   Oxford University Press, 1974. ISBN 978-0-19-273136-4.
- Courtauld, Simon, The Watkins Boys, London, Michael Russell, 2010. ISBN 978-0-85955-318-6.
- Scott, J.M., „The Land That God Gave Cain“, London, Chatto and Windus, 1933.